# Xã Walker, Quận Faulkner, Arkansas
Xã Walker (tiếng Anh: Walker Township) là một xã thuộc quận Faulkner, tiểu bang Arkansas, Hoa Kỳ. Năm 2010, dân số của xã này là 1.105 người.